# ديفيد ج. جينكينز
ديفيد جز جينكينز ُولد في بريطانيا، وهو أستاذ جامعي (بروفيسور) في قسم وإدارة علوم التغذية في جامعة تورنتو، كندا.
كان جينكينز له الفضل في تطوير مفهوم المؤشر الجلايسيمي في شرح النظام الغذائي للكربوهيدرات الذي يؤثر على سكر الدم.وأظهرت ورقته البحثية الأولى حول هذا الموضوع في المجلة الأمريكية للتغذية العلاجية عام 1981.اتجه جينكينز إلى تأليف ما لا يقل عن 15 دراسة سريرية أخرى حول اثار مؤشر نسبة السكر في الدم ( المؤشر الجلايسيمي ). تمثل اهتمامه في الوقت الحالي حول إجراء تجارب غذائية سريرية لتوضيح احتمالات النظام الغذائي للوقاية من الأمراض المزمنة مثل أمراض القلب والسرطان وداء السكري.